# UFC 122
UFC 122 : Marquardt vs. Okami est un événement d'arts martiaux mixtes organisé par Ultimate Fighting Championship, s'étant tenu le 13 novembre 2010 à la König Pilsener Arena d'Oberhausen en Allemagne.

## Arrière-plan
Ce fut le deuxième événement organisé en Allemagne, le sport ayant essuyé de vives critiques après le premier événement.
Le combat principal devait être Vitor Belfort vs. Yushin Okami, mais Vitor  a été choisi en remplacement de Chael Sonnen suspendu, pour affronter Anderson Silva lors de l'UFC 126. Au début Vitor Belfort avait été déclaré blessé, mais cela s'avéra être faux. Nate Marquardt a alors remplacé Vitor Belfort. Il a alors été annoncé que le vainqueur de ce combat affronterait le vainqueur  de Anderson Silva vs. Vitor Belfort.

## Programme officiel[5]

### Programme principal
- Welterweight:  Duane Ludwig vs.  Nick Osipczak

Ludwig bat Osipczak par décision partagée (28-29, 29-28, 29-28).
- Light Heavyweight:  Krzysztof Soszynski vs.  Goran Reljic

Soszynski bat Reljic par décision unanime (30-27, 30-27, 30-27).
- Welterweight:  Amir Sadollah vs.  Peter Sobotta

Sadollah bat Sobotta par décision unanime (30-27, 30-27, 30-27).
- Lightweight:  Dennis Siver vs.  Andre Winner

Siver bat Winner par soumission (rear-naked choke), au round 1(3:37).
- Middleweight:  Nate Marquardt vs.  Yushin Okami

Okami bat Marquardt par décision unanime (29-28, 29-28, 30-27).

### Programme préliminaire
- Welterweight:  Kris McCray vs.  Carlos Eduardo Rocha

Rocha bat McCray par soumission (kneebar), au round 1(2:36).
- Light Heavyweight:  Seth Petruzelli vs.  Karlos Vemola

Vemola bat Petruzelli par TKO (punches), au round 1(3:46).
- Middleweight:  Kyle Noke vs.  Rob Kimmons

Noke bat Kimmons par soumission (rear-naked choke), au round 2(1:33).
- Welterweight:  Pascal Krauss vs.  Mark Scanlon

Krauss bat Scanlon par décision unanime (30-27, 30-27, 30-27).
- Light Heavyweight:  Vladimir Matyushenko vs.  Alexandre Ferreira

Matyushenko bat Ferreira par TKO (strikes), au round 1(2:20).

## Bonus de la soirée
Les lauréats remportent la somme de 60 000 $ en plus de leur salaire.
- Combat de la soirée:  Pascal Krauss vs.  Mark Scanlon
- Knockout de la soirée:  Karlos Vemola
- Soumission de la soirée:  Dennis Siver